# لاس ماسيس دي فولتريغا (برشلونة)
بلدية ليس مازيِيس دي بولتريغا (بالكاتالانية: les Masies de Voltregà) هي إحدى بلديات مقاطعة برشلونة، والتي تقع في منطقة كاتالونيا، شرق إسبانيا.
يبلغ عدد سكانها 3.152 نسمة وفقاً لإحصائية سنة (2007).